# Bowling for Soup
Bowling for Soup (також пишеться як ¡Bowling for Soup! або абревіатурою BFS) — американський рок-гурт який утворився в місті Вічита-Фолс, штат Техас у 1994 році. Зараз знаходиться у Denton, Texas, гурт добре відомий через пісні «Girl All the Bad Guys Want» (a 2003 Grammy Award nominee), «Almost», «Punk Rock 101», «High School Never Ends», та кавер SR-71 «1985». 8 квітня 2013 року Bowling for Soup оголосили, що їх останній тур по Великій Британії відбудеться у жовтні цього ж року.

## Склад гурту
- Jaret Reddick — ведучий вокал, гітара (1994–дотепер)
- Chris Burney — гітара, бек-вокал (1994–дотепер)
- Erik Chandler — бас-гітара, бек-вокал (1994—2019)
- Gary Wiseman — ударні, бек-вокал (1998–дотепер)
- Rob Felicetti — бас-гітара, бек-вокал (2019–дотепер);

Former
- Lance Morrill — ударні, бек-вокал (1994—1998)

## Дискографія
- Bowling for Soup (1994)
- Cell Mates (1996)
- Rock on Honorable Ones!! (1997)
- Tell Me When to Whoa (1998)
- Let's Do It for Johnny!! (2000)
- Drunk Enough to Dance (2002)
- A Hangover You Don't Deserve (2004)
- Bowling for Soup Goes to the Movies (2005)
- The Great Burrito Extortion Case (2006)
- Sorry for Partyin' (2009)
- Fishin' for Woos (2011)
- Lunch. Drunk. Love. (2013)
- Drunk Dynasty (2016)